# Felicjan z Foligno

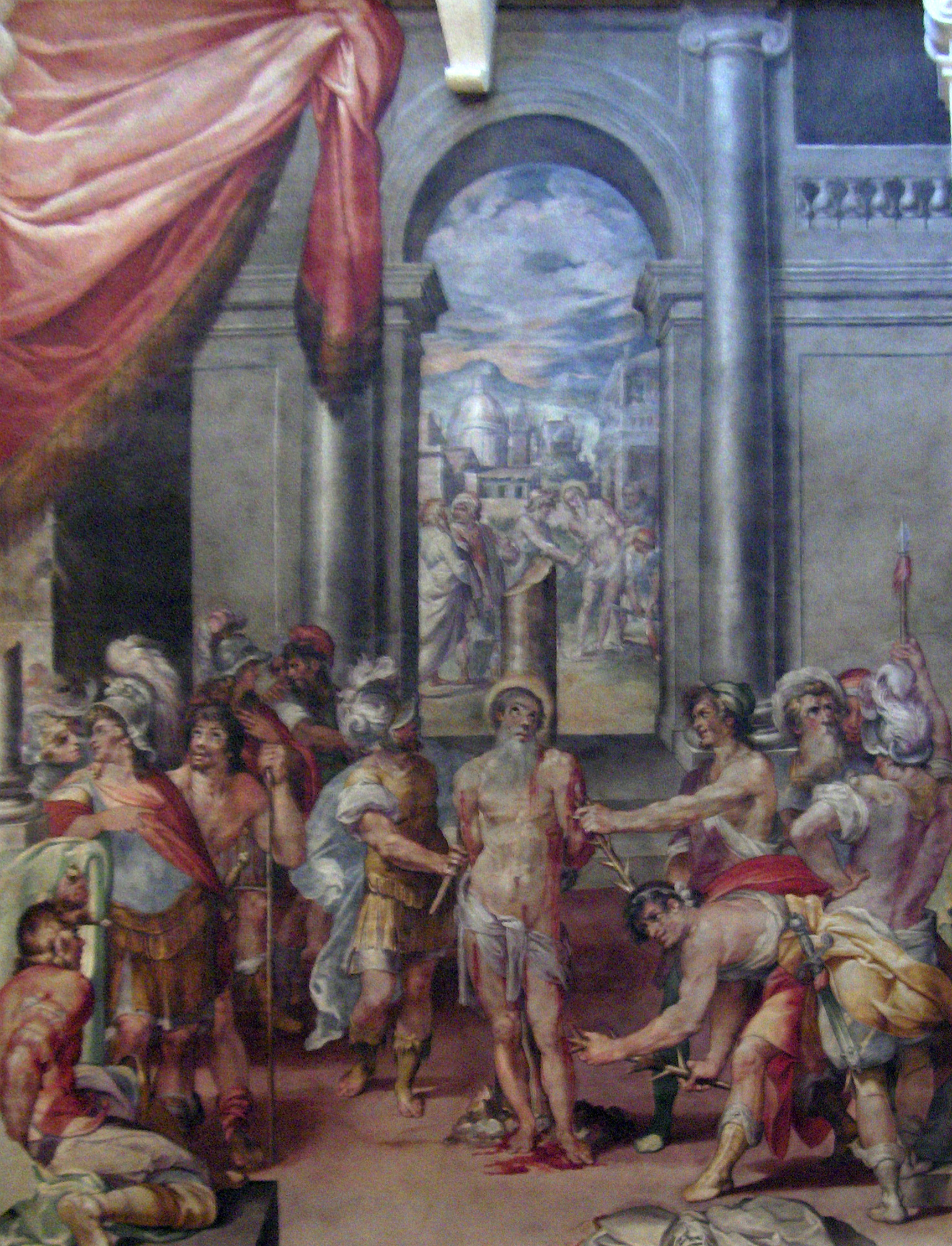
Fresk z katedry w Foligno przedstawiający męczeństwo św. Felicjana.

Felicjan, biskup Foligno i męczennik (ur. 160, zm. 250) – męczennik chrześcijański z II lub III wieku, uznawany za pierwszego biskupa diecezji Foligno, święty Kościoła katolickiego i apostoł Umbrii.
Nieznany jest dokładnie okres jego działalności. Według tego samego źródła powstałego w VI lub VII wieku, Felicjan na urząd biskupi miał zostać powołany przez papieża św. Wiktora (189–199), a jednocześnie zginął jako męczennik w czasach prześladowań za cesarza Decjusza (249–251).
Jego wspomnienie liturgiczne obchodzone jest 24 stycznia lub 20 października na pamiątkę przeniesienia relikwii: w 965 do Minden w Westfalii i w 969 do Metzu.
Święty Felicjan jest patronem (wł.)  Duomo di Foligno oraz orędownikiem przeciw trzęsieniom ziemi.
Atrybutem świętego od XV wieku jest paliusz, jako wynik późnej legendy, według której Felicjan miał go otrzymać z rąk Wiktora wraz z misją ewangelizowania (ziemi umbryjskiej).